# Melungtse
Le Melungtse est le plus haut sommet du Rolwaling Himal dans l'Himalaya. Il est aussi appelé Jobo Garu ou Qiao Ge Ru.

## Ascensions
- 1988 - Première ascension par une expédition britannique du Melungtse II (7 023 m)[1].
- 1992 - Les alpinistes slovènes Marko Prezelj et Andrej Štremfelj réalisent la première ascension du sommet principal (7 181 m), en passant par la face sud-est, sur une durée de deux jours et demi[2]. En 2025, il s'agissait toujours de la seule ascension réussie de ce sommet[3].